# Медиальная подкожная вена руки
Медиальная подкожная вена руки (лат. v. basilica) — это крупная поверхностная вена верхней конечности, которая способствует венозному оттоку от части кисти и предплечья.

## Ход вены
Она берет начало на медиальной (локтевой) стороне дорсальной венозной сети руки (а именно является продолжением четвёртой дорсальной пястной вены (лат. v. metacarpalis dorsalis IV), после чего переходит с тыльной поверхности руки на локтевую) и идёт до основания предплечья, где её ход обычно заметен под кожей, поскольку вена проходит в подкожно-жировой клетчатке между листками поверхностной фасции.
Около площадки кпереди от локтевой ямки, в изгибе локтевого сустава, медиальная подкожная вена руки, как правило, соединяется посредством промежуточной вены локтя (лат. v. intermedia cubiti) с другой крупной поверхностной веной верхней конечности — латеральной подкожной веной руки (лат. v. cephalica). Вариабельность анатомии поверхностных вен предплечья у разных индивидов крайне высока, поэтому выделяют обильную сеть безымянных поверхностных вен, которые также соединяются с медиальной подкожной веной руки.
По мере восхождения вены вверх по медиальной стороне двуглавой мышцы на плечо (между локтевым и плечевым суставом), медиальная подкожная вена руки обычно прободает плечевую фасцию (глубокая фасция) проксимальнее медиального надмыщелка, а иногда даже выше — в середине плеча. Там, за нижним краем большой круглой мышцы, в медиальную подкожную вену руки впадают передняя и задняя огибающие плечевые вены, после чего вена впадает в плечевые вены и формирует подмышечную вену.

## Вена в медицине
Наряду с другими поверхностными венами предплечья, медиальная подкожная вена руки — это приемлемое место для выполнения венепункции. Тем не менее, медсестрами, выполняющими внутривенные инфузии и инъекции, данная вена иногда рассматривается как «девственная вена», поскольку при обычном положении руки в положении супинации при флеботомии данная вена ниже уровня локтевого сустава становится труднодоступной, поэтому используется нечасто.
Сосудистыми хирургами медиальная подкожная вена руки иногда используется для создания АВ (артериовенозных) фистул или АВ-графтов при формировании доступа для гемодиализа у больных с почечной недостаточностью.

## Дополнительные изображения

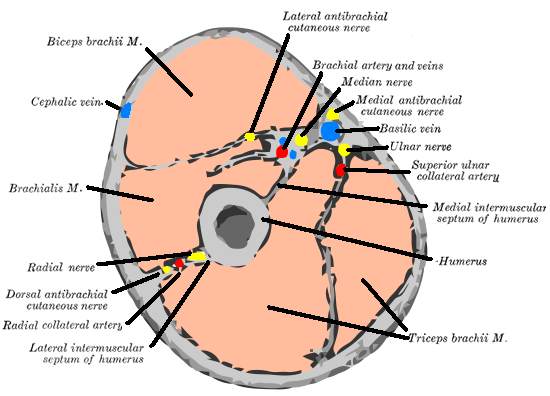
Поперечное сечение через середину плеча
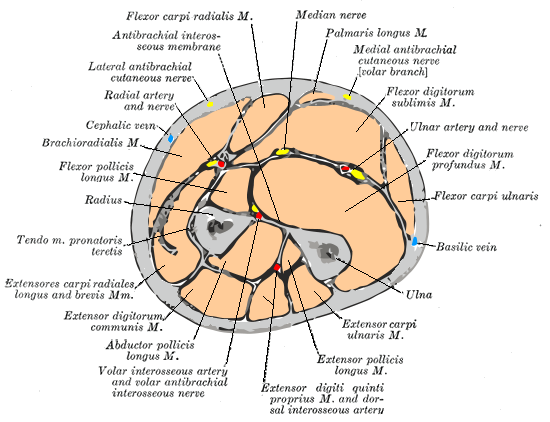
Поперечное сечение через середину предплечья.